# Вулиця Криштофа Косинського (Дніпро)
Вулиця Криштофа Косинського — вулиця у 2-гій Діївці Новокодацькому районі міста Дніпро.
Вулиця простягається на 800 метрів від Лавандової вулиці на захід до вулиці Андрійченка. Забудована приватними садибами.

## Історія
В радянські часи вулиця носила назву на честь партійного діяча Леоніда Красіна. 2016 року була перейменована на честь козацького отамана та гетьмана Криштофа Косинського.

## Перехресні вулиці
- Лавандова вулиця
- провулок Глібова
- вулиця Андрійченка

| вулиці | Це незавершена стаття про вулицю. Ви можете допомогти проєкту, виправивши або дописавши її. |